# Bembidion morulum
Bembidion morulum är en skalbaggsart som beskrevs av John Lawrence LeConte 1863. Bembidion morulum ingår i släktet Bembidion och familjen jordlöpare. Inga underarter finns listade i Catalogue of Life.